# Park Narodowy Tatamá
Park Narodowy Tatamá (hiszp. Parque nacional natural Tatamá) – park narodowy w Kolumbii położony w departamentach Chocó, Risaralda i Valle del Cauca. Został utworzony 19 października 1987 roku i zajmuje obszar 429,78 km². W 2008 roku został zakwalifikowany przez BirdLife International jako ostoja ptaków IBA.

## Opis
Park obejmuje fragment Kordyliery Zachodniej, w dorzeczach rzek Cauca i San Juan, na wysokościach od 1165 do 4250 m n.p.m. Jest trudno dostępny ze względu na strome zbocza i dlatego zachowały się tu obszary nietknięte przez człowieka. Park charakteryzuje się występowaniem dużych dolin lodowcowych na wysokościach od 2800 do 3400 m n.p.m. W najniżej położonej części parku rośnie tropikalny wilgotny las górski. Wyżej występuje paramo.
Średnia roczna temperatura w parku wynosi w zależności od wysokości od +3 °C do +15 °C na zachodnich zboczach i od +4 °C do +16,7 °C na zboczach wschodnich. Średnie roczne opady na zachodnich zboczach wynoszą od 1500 mm do ponad 6000 mm, a na wschodnich od 1000 do 2500 mm.

## Flora
W parku występują 564 gatunki storczyków. Rosną tu też zagrożone wyginięciem (EN) Magnolia hernandezii i Juglans neotropica, narażony na wyginięcie (VU) Aniba perutilis, a także m.in.: Persea rigens, Calophyllum brasiliense, Persea mutisii, Billia colombiana, Ocotea oblonga, Jacaranda hesperia, Wettinia kalbreyeri, Clusia multiflora, Prunus integrifolia, Miconia gleasoniana, Oenocarpus bataua, Eschweilera pittieri, Mabea chocoensis, Matisia bullata i Otoba lehmannii.

## Fauna
W parku stwierdzono występowanie 110 gatunków ssaków. Są to narażone na wyginięcie (VU) andoniedźwiedź okularowy i łasica kolumbijska, a także m.in.: jeżownica górska, jaguar amerykański, puma płowa, ocelot wielki, wydrak długoogonowy, mazama ruda.
Odnotowano 536 gatunków ptaków. Są to zagrożony wyginięciem (EN) andowik, narażone na wyginięcie (VU) kacykarz, strojnoczub długobrody, tanagra czarno-złota i tanagra złotołbista, a także m.in.: modrowronka liliowoskrzydła, grdacz soplowaty, kusaczka rudogłowa, kusaczka żółtopierśna, kacyk szkarłatnorzytny, tęgogłowik wielobarwny, krępomrowiec stokowy, kacyk kolumbijski, starzyk wielki, modraszek złotogardły, strzyż białoglowy, kwezal złotogłowy, pustelnik płowy, skalikurek andyjski, krytonosek panamski, haczykodziobek epoletowy.